# 野帆鰭鰻
野帆鰭鰻，為輻鰭魚綱鰻鱺目糯鰻亞目蛇鰻科的其中一種，分布於西南大西洋的巴西海域，體長可達21.5公分，棲息在沙底質海域或潮池，為底棲性魚類，屬肉食性，生活習性不明。

## 擴展閱讀
維基物種上的相關：野帆鰭鰻